# SS.11反坦克导弹
SS.11飛彈是法國設計製造的輕型有線導引反戰車飛彈。SS.11為地面發射型，另有AS.11為直升機使用。

## 歷史
法國自1953年開始研發編號Nord 5210的輕型反戰車飛彈，1955年驗證完成進入量產，1958年改裝到直升機上成為空射反戰車飛彈。SS.11/AS.11設計簡單，受到包括法國在內的30多個國家採用，總共生產180000枚。
改良型AS.11B1提升導引系統的性能，同時可以依照顧客需要使用TCA公司的紅外線半自動指揮至瞄準線導引系統。

## 設計特點
SS.11飛彈全長1.201公尺，重量29.9公斤，飛彈尾端有一具SNPE公司的固態火箭加力器，與一具SNPE公司的固態火箭推進器。加力器在發射後快速將飛彈推送至最大速度360公里／時，加力器脫離彈體之後由推進器繼續維持飛行。
SS.11的最大射程3500公尺，AS.11最大速度增加為684公里／時，射程提升為7000公尺，由於到達目標需要至少21秒的時間，稍後被放大版的SS-12/AS-12所取代。
SS.11配備多種彈頭對付戰車或者是裝甲車與摧毀碉堡等堅固目標：
1. Type 140AC：可以貫穿144毫米裝甲的成形裝藥彈頭。
2. Type 140AP02：重2.6公斤的高爆彈頭，可以穿透10毫米的裝甲之後引爆。
3. Type 140AP59：採用碰撞引信的破片彈頭。
4. Type 140CCN：可用於攻擊登陸艦艇的反艦型

## 性能數據

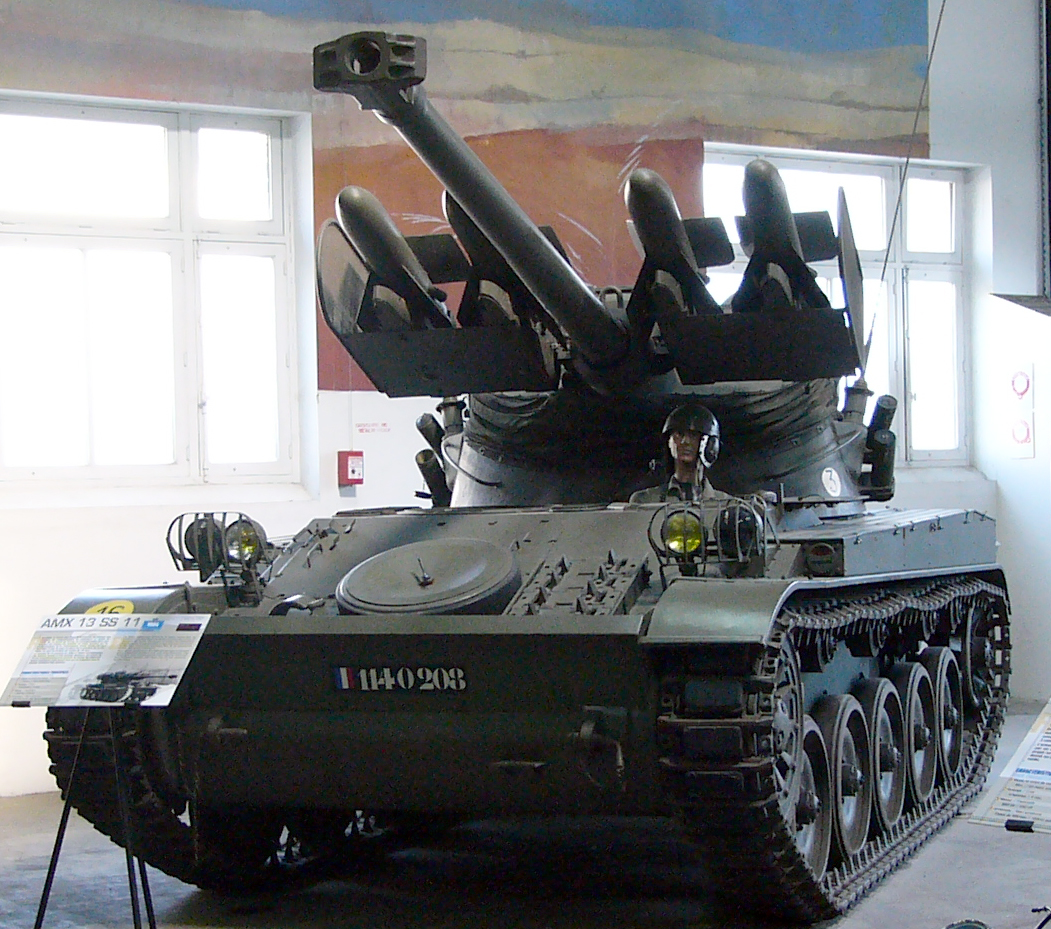
AMX 13上的四聯裝 SS11

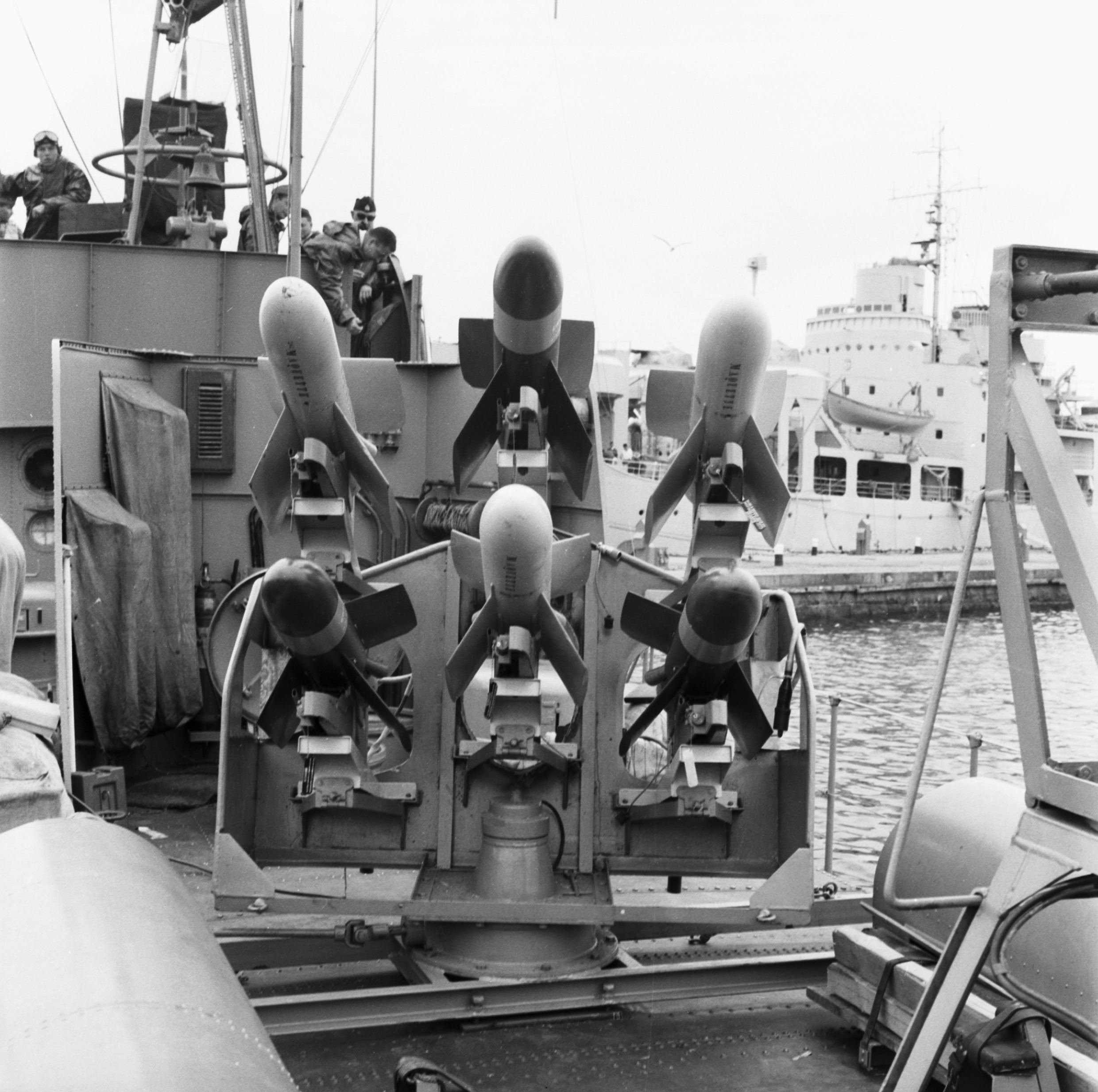
佈署於瑞典海軍快艇上的 SS.11 攝於1958年

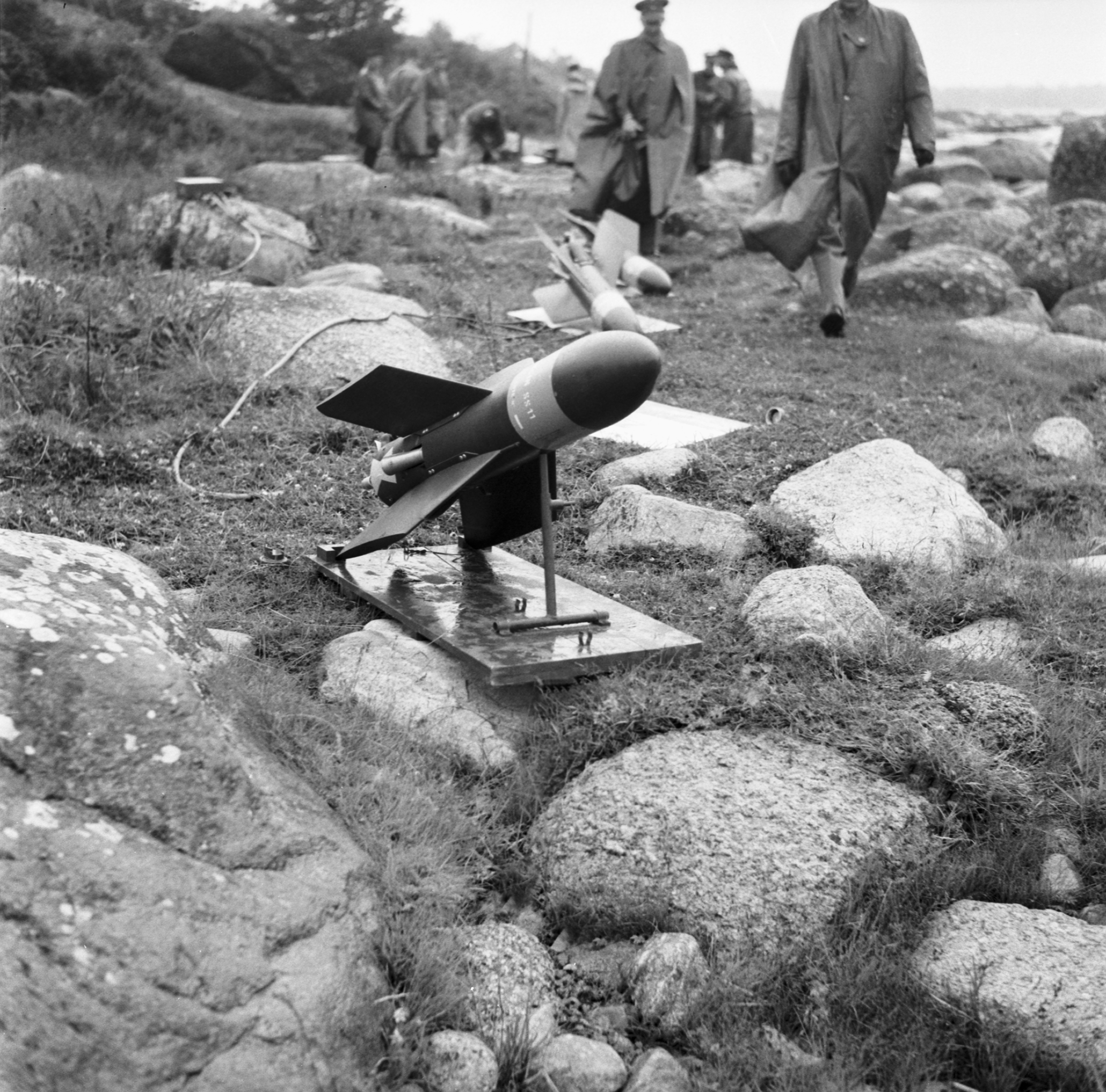
瑞典海軍對SS.11進行評估測試，飛彈處於待射狀態，攝於1958年。

| 彈體直徑：   | 164毫米               |
| 彈體長度：   | 1.201公尺             |
| 重量：       | 29.9公斤              |
| 速度／距離： | 360公里／時／3500公尺 |